# Fundación Orquesta Sinfónica Infantil y Juvenil de Yaritagua
La Orquesta Sinfónica Infantil y Juvenil de Yaritagua (oficialmente Fundación Orquesta Sinfónica Infantil y Juvenil de Yaritagua -FOSIJY-) es un núcleo perteneciente al Sistema Nacional de Orquestas Juveniles e Infantiles, el cual consta de una sección de Orquesta Infantil dirigida actualmente por la Maestra Inanlú Colmenárez y la sección de la Orquesta Juvenil dirigida por el Maestro Édgar Quiñonez.[cita requerida] Dicha orquesta tiene su actual sede en la Casa de la Cultura de Yaritagua.
La Orquesta fue fundada en diciembre del año 2001 y ha contado con diversos directores invitados tales como: Deisy Viveros (Chile), Hugo Carrio (España), Juan Carlos Rivas (Colombia), Diego Guzmán y Ángel Caldera (Venezuela), entre otros y ha contado con una diversidad de solistas y coros entre los que destacan Víctor Caldera (trompeta), Diego Guzmán (violín), José Antonio Guédez (violín), entre otros y diversos coros regionales siendo su coro el sinfónico Oswaldo Méndez de Yaritagua.
Ha abordado obras de diferentes estilos y compositores tales como Beethoven, Tchaikovsky, Stravinsky, Schubert, Berstein, Mozart, Vivaldi, Dvorak, y entre los latinoamericanos Antonio Estévez, Alberto Ginastera, Inocente Carreño, Astor Piazzolla, etc.